# NGC 3807
NGC 3807 – gwiazda znajdująca się w gwiazdozbiorze Lwa, widoczna w pobliżu galaktyki NGC 3806. Jej jasność obserwowana wynosi około 15m. Skatalogował ją 27 marca 1856 roku R.J. Mitchell (asystent Williama Parsonsa) jako obiekt typu „mgławicowego”.
Serwisy SEDS i NASA/IPAC Extragalactic Database podają, że NGC 3807 to inna gwiazda, położona minutę dalej na wschód, jest to jednak identyfikacja błędna. Baza SIMBAD również błędnie podaje, że NGC 3807 to zdublowana obserwacja galaktyki NGC 3806.